# Ужасният доктор Файбс
„Ужасният доктор Файбс“ (на английски: The Abominable Dr. Phibes) е британски филм от 1971 година, хорър комедия на режисьора Робърт Фюст по негов собствен сценарий.
В центъра на сюжета е ексцентричен органист и богослов, който избива последователно участниците в хирургичен екип, които обвинява за смъртта на съпругата си, като начинът на убийствата е вдъхновен от десетте бедствия от библейската книга „Изход“. Главните роли се изпълняват от Винсънт Прайс, Джоузеф Котън, Питър Джефри, Вирджиния Норт.